# The Moment After - Sparizioni misteriose
The Moment After - Sparizioni misteriose (The Moment After) è un film del 1999 diretto da Wes Llewellyn. Parla di due agenti dell'FBI che indagano su misteriose sparizioni legate al Rapimento della Chiesa. È stato prodotto anche il sequel dallo stesso regista: The Moment After 2. Il film è stato distribuito dalla Sony.

## Trama
Nel giro di pochi istanti, milioni di persone in tutto il mondo scompaiono misteriosamente. Le indagini, affidate a due agenti dell'FBI, subito si concentrano su un enigmatico personaggio che potrebbe nascondere la chiave per scoprire il motivo dell'accaduto.

## Produzione
Il film è stato prodotto dalla TMA Productions, con la collaborazione della Christiano Film Group. Le scene sono state girate completamente nello stato della California, come a Visalia.

### Colonna sonora
Sono 3 le colonne sonore del film: He's All You Need, scritta da Steve Camp e Bob Frazier, People Get Ready, cantata da Crystal Lewis, scritta da Brian Ray, e pubblicata dalla Metro One, e I Look Unto the Hills, di Amanda Llewellyn.

## Tagline
La tagline del film è la seguente:
- In the twinkling of an eye...
  - In un batter d'occhio...

## Distribuzione
Il film è stato distribuito negli Stati Uniti il 4 luglio 1999.

## Accoglienza
La pellicola riceve un'accoglienza negativa: su IMDb ottiene un punteggio di 5.4/10, mentre su Movieplayer 1/5..